# Viaggio nel cosmo (saggio)
Viaggio nel cosmo è un libro scritto da Piero e Alberto Angela su 23 temi diversi di astronomia e cosmologia, in altrettanti  capitoli.
Compendia molti degli argomenti trattati nella trasmissione televisiva omonima, andata in onda su Rai 1 nel 1998 con la conduzione di Piero Angela.

## Edizioni
- Piero e Alberto Angela, Viaggio nel cosmo, Roma - Milano, RAI-ERI e Arnoldo Mondadori Editore, 1997, ISBN 88-04-40178-8.